# Skate Canada 1983
Navigation
Édition précédente Édition suivante
Le Skate Canada (ou Internationaux Patinage Canada) est une compétition internationale de patinage artistique qui se déroule au Canada au cours de l'automne. Il accueille des patineurs amateurs de niveau senior dans trois catégories: simple messieurs, simple dames et danse sur glace. La catégorie des couples artistiques n'est ajoutée au programme du Skate Canada qu'à partir de 1984.
Le dixième Skate Canada est organisé du 27 au 30 octobre 1983 au Metro Centre de Halifax dans la province de la Nouvelle-Écosse.

## Résultats

### Messieurs
| Rang | Nom                 | Pays                 | Points | Fig. impo. | Prog. court | Prog. libre |
| ---- | ------------------- | -------------------- | ------ | ---------- | ----------- | ----------- |
| 1    | Brian Orser         | Canada               | 2.0    | 1          | 1           | 1           |
| 2    | Grzegorz Filipowski | Pologne              | 8.0    | 2          | 2           | 6           |
| 3    | Masaru Ogawa        | Japon                | 8.2    | 7          | 5           | 2           |
| 4    | Mark Cockerell      | États-Unis           | 8.2    | 6          | 4           | 3           |
| 5    | Paul Wylie          | États-Unis           | 9.8    | 5          | 7           | 4           |
| 6    | Laurent Depouilly   | France               | 10.0   | 3          | 3           | 7           |
| 7    | Leonid Kaznakov     | Union soviétique     | 13.4   | 10         | 6           | 5           |
| 8    | Lars Åkesson        | Suède                | 14.8   | 4          | 11          | 8           |
| 9    | Joachim Ehmann      | Allemagne de l'Ouest | 17.2   | 9          | 7           | 9           |
| 10   | Dennis Coi          | Canada               | 18.8   | 8          | 10          | 10          |
| 11   | Thomas Hlavik       | Autriche             | 21.2   | 11         | 9           | 11          |

### Dames
| Rang | Nom               | Pays                 | Points | Fig. impo. | Prog. court | Prog. libre |
| ---- | ----------------- | -------------------- | ------ | ---------- | ----------- | ----------- |
| 1    | Katarina Witt     | Allemagne de l'Est   | 3.2    | 3          | 1           | 1           |
| 2    | Kay Thomson       | Canada               | 4.8    | 1          | 3           | 3           |
| 3    | Tiffany Chin      | États-Unis           | 5.8    | 5          | 2           | 2           |
| 4    | Natalia Lebedeva  | Union soviétique     | 10.8   | 7          | 4           | 5           |
| 5    | Manuela Ruben     | Allemagne de l'Ouest | 12.8   | 4          | 8           | 7           |
| 6    | Kerry Smith       | Canada               | 13.6   | 6          | 5           | 8           |
| 7    | Juri Ozawa        | Japon                | 14.8   | 12         | 9           | 4           |
| 8    | Kelly Webster     | États-Unis           | 16.6   | 9          | 13          | 6           |
| 9    | Sandra Cariboni   | Suisse               | 17.6   | 2          | 11          | 12          |
| 10   | Caterina Lindgren | Suède                | 17.8   | 10         | 7           | 9           |
| 11   | Agnès Gosselin    | France               | 19.0   | 11         | 6           | 10          |
| 12   | Sonja Stanek      | Autriche             | 19.8   | 8          | 10          | 11          |
| 13   | Nina Ostman       | Finlande             | 25.6   | 13         | 12          | 13          |

### Danse sur glace
| Rang | Nom                                 | Pays                 | Points | Danse imposée | Danse originale | Danse libre |
| ---- | ----------------------------------- | -------------------- | ------ | ------------- | --------------- | ----------- |
| 1    | Tracy Wilson / Robert McCall        | Canada               | 2.0    | 1             | 1               | 1           |
| 2    | Wendy Sessions / Stephen Williams   | Royaume-Uni          | 4.0    | 2             | 2               | 2           |
| 3    | Natalia Annenko / Genrikh Sretenski | Union soviétique     | 6.0    | 3             | 3               | 3           |
| 4    | Petra Born / Rainer Schönborn       | Allemagne de l'Ouest | 8.0    | 4             | 4               | 4           |
| 5    | Renée Roca / Donald Adair           | États-Unis           | 10.0   | 5             | 5               | 5           |
| 6    | Karyn Garossino / Rod Garossino     | Canada               | 12.0   | 6             | 6               | 6           |
| 7    | Irina Zhuk / Oleg Petrov            | Union soviétique     | 14.6   | 8             | 7               | 7           |
| 8    | Noriko Sato / Tadayuki Takahashi    | Japon                | 15.4   | 7             | 8               | 8           |
| 9    | Viera Minarikova / Ivan Havranek    | Tchécoslovaquie      | 18.0   | 9             | 9               | 9           |
| 10   | Gabriella Remport / Sandor Nagy     | Hongrie              | 20.0   | 10            | 10              | 10          |
| 11   | Susan Jorgensen / Robert Yokabaskas | États-Unis           | 22.0   | 11            | 11              | 11          |

## Sources
- Podiums et résultats des patineurs canadiens sur le site de Patinage Canada
- (en) « The 1983 Skate Canada International Competition », sur skateguard1.blogspot.com
- (en) « Skate Canada '83 », sur usfsa.xmlmanager.qg.com